# Johann Georg Wagener
Johann Karl Georg Ludwig Wagener (* 25. Dezember 1769 in Bergheim; † 29. April 1833 auf Schloss Reckenberg) war ein deutscher Rittergutsbesitzer und Politiker.
Wageners Eltern waren Johannes Wagener (1721–1775) und Susanna Catharina, geb. Krummel (1732–1796). Johann Georg Wagener war seit 1802 Pächter und seit 1815 Besitzer des Rittergutes Reckenberg. Von 1816 bis zu seinem Tod 1833 war er Landstand im Landtag des Fürstentums Waldeck-Pyrmont. Sein Sohn Georg Wagener folgte ihm als Rittergutsbesitzer und Abgeordneter nach.